# Angelika Thomas
Angelika Thomas (* 1946 in Eickum) ist eine deutsche Schauspielerin.

## Leben
Angelika Thomas absolvierte ihre Schauspielausbildung von 1965 bis 1968 an der Schauspielschule Bochum.
Nach Theaterengagements an der Berliner Schaubühne, in Bremen und Köln ist sie seit ihrem Triumph als Jacques Offenbachs Die Großherzogin von Gerolstein 1980 eine feste Größe am Hamburger Thalia-Theater, dem sie seit 1987 fest angehört. Hier trat sie u. a. als Gertrude in Hamlet auf und als Ella in Andreas Kriegenburgs Uraufführung von Dea Lohers Unschuld auf.
Ihr Fernsehdebüt gab Angelika Thomas 1969 in dem Fernsehdreiteiler „Rebellion der Verlorenen“. Weitere Rollen spielte sie u. a. 1980 als Sabine in Tom Toelles Ein Mann von gestern. Es folgen die Lydia in Helma Sanders-Brahms’ Deutschland, bleiche Mutter (1980), die Stine Teetjen in Heinrich Breloers Das Beil von Wandsbek (1982), die Sonja in der Klaus-Mann-Verfilmung Treffpunkt im Unendlichen, die Sabine in Betrogen (1985) und die Hanne Schmitz in Kai Wessels Martha Jellneck (1988).
In den 1990ern folgten Gastrollen im Tatort, Die Männer vom K3 und Unsere Hagenbecks. 2002 ist Angelika Thomas Anneke Kim Sarnaus Mutter Claudia in Marc Rothemunds Die Hoffnung stirbt zuletzt und die Julia Therese Mann in Breloers Die Manns – Ein Jahrhundertroman. Danach war sie vor allem in Krimis wie Matti Geschonnecks Ein mörderischer Plan, Markus Imbodens Der Fall Gehring, Lars Montags Sommernachtstod, der Tatort-Folge Die Liebe der Schlachter und als Jutta Krohn in Markus Imbodens Mörderische Erpressung (2006) zu sehen.
Thomas ist die Mutter der Schauspielerin Anna Schäfer.

## Filmografie (Auswahl)
- 1969: Rebellion der Verlorenen (Fernsehdreiteiler)
- 1992: Tatort – Blindekuh (Fernsehreihe)
- 1998: Tatort – Arme Püppi
- 2001: Ein mörderischer Plan
- 2003: Tatort – Die Liebe der Schlachter
- 2003: Der Mörder ist unter uns
- 2003: Sommernachtstod
- 2005: Das geheime Leben meiner Freundin
- 2006: Mörderische Erpressung (Fernsehkrimi)
- 2008: Das Duo – Sterben statt erben (Fernsehserie)
- 2009: Niemals Gewalt (Kurzfilm)
- 2009: Einsatz in Hamburg – Tödliches Vertrauen
- 2010: Die Pfefferkörner – Kirchenklau (Fernsehserie)
- 2010: Tatort – Borowski und der vierte Mann
- 2010: Unter anderen Umständen – Tod im Kloster
- 2011: Frischer Wind
- 2012: Kein Wort zu Papa (Fernsehfilm)
- 2013: Küstenwache – Euphorie (Fernsehserie)
- 2014: Die letzte Instanz
- 2015, 2018: Jennifer – Sehnsucht nach was Besseres (Fernsehserie)
- 2015: In aller Freundschaft – Die jungen Ärzte – Am Limit (Fernsehserie)
- 2015: Mein gebrauchter Mann
- 2016: Katie Fforde: Tanz auf dem Broadway
- 2017: Katie Fforde – Bellas Glück
- 2017: Heldt – Besuch aus dem Jenseits (Fernsehserie)
- 2018: Bettys Diagnose – Neustart (Fernsehserie)
- 2018: Jenny: Echt gerecht – Der verlorene Sohn (Fernsehserie)
- 2018: Nord Nord Mord – Sievers und die Frau im Zug (Fernsehreihe)
- 2018: Friesland: Der Blaue Jan (Fernsehreihe)
- 2019: Und wer nimmt den Hund?
- 2020: Notruf Hafenkante – Kopfjagd in Hamburg (Fernsehserie)
- 2021: Frühling – Schmetterlingsnebel (Fernsehreihe)
- 2022: SOKO Hamburg – Schweig oder stirb (Fernsehserie)
- 2023: In aller Freundschaft – Gefangenes Herz (Fernsehserie)
- 2023: Mord oder Watt? – Ebbe im Herzen (Fernsehreihe)
- 2024: Mord oder Watt? – Für Immer Matjes (Fernsehreihe)
- 2024: Bettys Diagnose – Schluss Aus Vorbei (Fernsehserie)

## Hörspiele/-bücher
- 1988: Margaret Millar: McCowneys Wunder – Regie: Norbert Schaeffer (Hörspiel – NDR)
- 1997: Irmgard Keun: Gilgi, eine von uns (Fräulein Täschler) – Regie: Barbara Plensat (Hörspiel – NDR)
- 2014: Sibylle Lewitscharoff: Pfingstwunder – Regie: Hans Gerd Krogmann (Hörspiel – HR/DKultur)

- 2019: Olga Tokarczuk: Der Gesang der Fledermäuse, Der Audio Verlag 2019, ungekürzte Lesung 8:41 h, ISBN 3742415530